# SMS V 1
V 1 – niemiecki niszczyciel z okresu I wojny światowej. Pierwsza jednostka typu V 1. Brał udział w bitwach koło Helgolandu i  na Dogger Bank. 8 września 1915 roku zderzył się z niszczycielem G 12. W okresie międzywojennym pozostawał w składzie Reichsmarine. Z listy floty skreślono go 27 marca 1929 roku i następnie zezłomowano.